# Wöhrd
Wöhrd (nürnbergisch: Wiad) ein Stadtteil der kreisfreien Stadt Nürnberg und heute der Name des Statistischen Bezirks 09.

## Geographie
Wöhrd liegt östlich des Nürnberger Stadtzentrums nördlich der Pegnitz, die hier den Wöhrder See verlassend an der Wöhrder Wiese vorbeifließt. Durch Wöhrd verläuft der Fränkische Marienweg.

## Geschichte

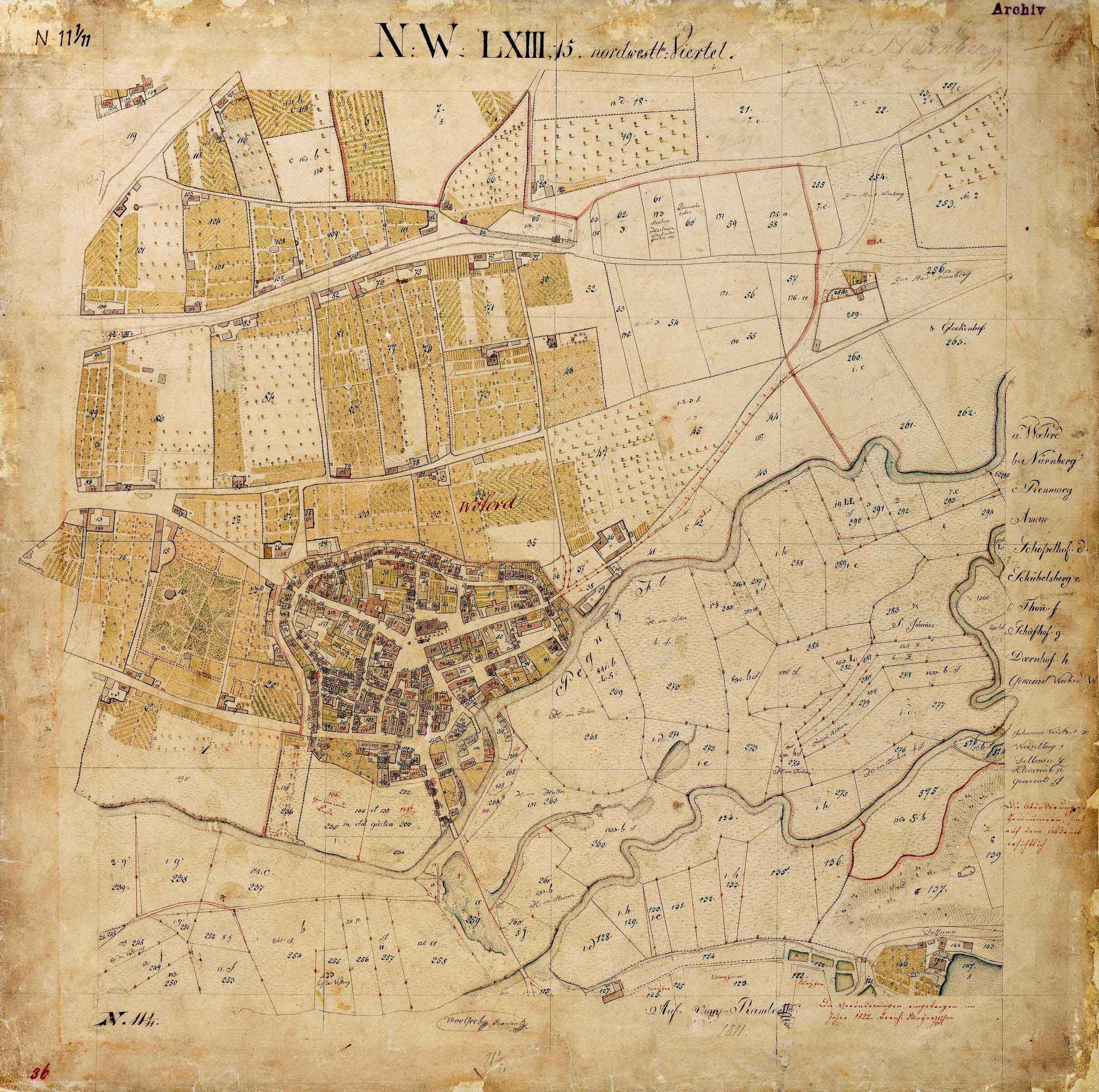
Bayerische Uraufnahme von 1811

Der Ort wurde im Jahr 1273 als „Werde “erstmals urkundlich erwähnt. Dem Ortsnamen liegt mhd. wert für ‚Flussinsel‘ zugrunde.
Seit dem 15. Jahrhundert war der Ort durch Wall und Graben befestigt. Die Befestigung entstand längs des mittelalterlichen Grabens durch lückenlos aneinandergebaute Häuser, die an der Rückseite fensterlos und nur mit Schießscharten versehenen waren. Zwischen Stadttor und dem Mögeldorfer Tor wurde die Befestigung „Rahm“ und zwischen Stadttor und Wollentor „die Schranke“ genannt.
Wöhrd war durch seine Mühlen und die dort ansässigen Färber bekannt. Das burggräfliche Dorf gehörte zum Amt der Veste und wurde während des Städtekrieges 1388 von den Nürnbergern zerstört. Die ab 1557 erbaute Bartholomäuskirche steht an der Stelle der von den Burggrafen Friedrich und Johann gestifteten Kapelle (erbaut 1396–1418, zerstört 1552). 1427 erwarb die Reichsstadt Nürnberg neben der Burggrafenburg auch den Ort Wöhrd und richtete in der Folge das Richteramt Wöhrd ein. Im Zweiten Markgrafenkrieg 1552 ließ der Rat der Stadt die Vorstadt niederbrennen, baute sie aber nach Beendigung des Krieges als Handwerkerort wieder auf und siedelte die Färberhandwerke an. Im Dreißigjährigen Krieg lag Wöhrd geschützt hinter den Schwedenschanzen und wurde weitgehend von den Kriegsauswirkungen verschont.
Gegen Ende des 18. Jahrhunderts bestand Wöhrd aus 176 Anwesen. Das Hochgericht übte die Reichsstadt Nürnberg aus. Der Nürnberger Eigenherr von Peller war Grundherren waren das nürnbergische Richteramt Wöhrd (12 Güter, 6 Wirtshäuser, 150 Häuser, 3 Gärten mit 8 Häusern), die Gemeinde Wöhrd (4 Häuser) und die Pfarrei Wöhrd (Kirche, Pfarrhaus, 1 Haus).
1796 kam der Ort zum Königreich Preußen und war unter dessen Behörden bis zum Übergang an das Königreich Bayern 1806 Sitz des Justiz- und Kammeramtes Wöhrd und Gostenhof. Im Rahmen des Gemeindeedikts wurde 1810 der Steuerdistrikt Wöhrd und die Munizipalgemeinde Wöhrd gebildet. Sie war in Verwaltung und Gerichtsbarkeit dem Landgericht Nürnberg zugeordnet und in der Finanzverwaltung dem Rentamt Erlangen. 1825 kam Wöhrder Kirchhof von der Gemeinde Rennweg hinzu. Am 1. Oktober 1825 wurde die Gemeinde nach Nürnberg eingegliedert.
Historische Ansichten

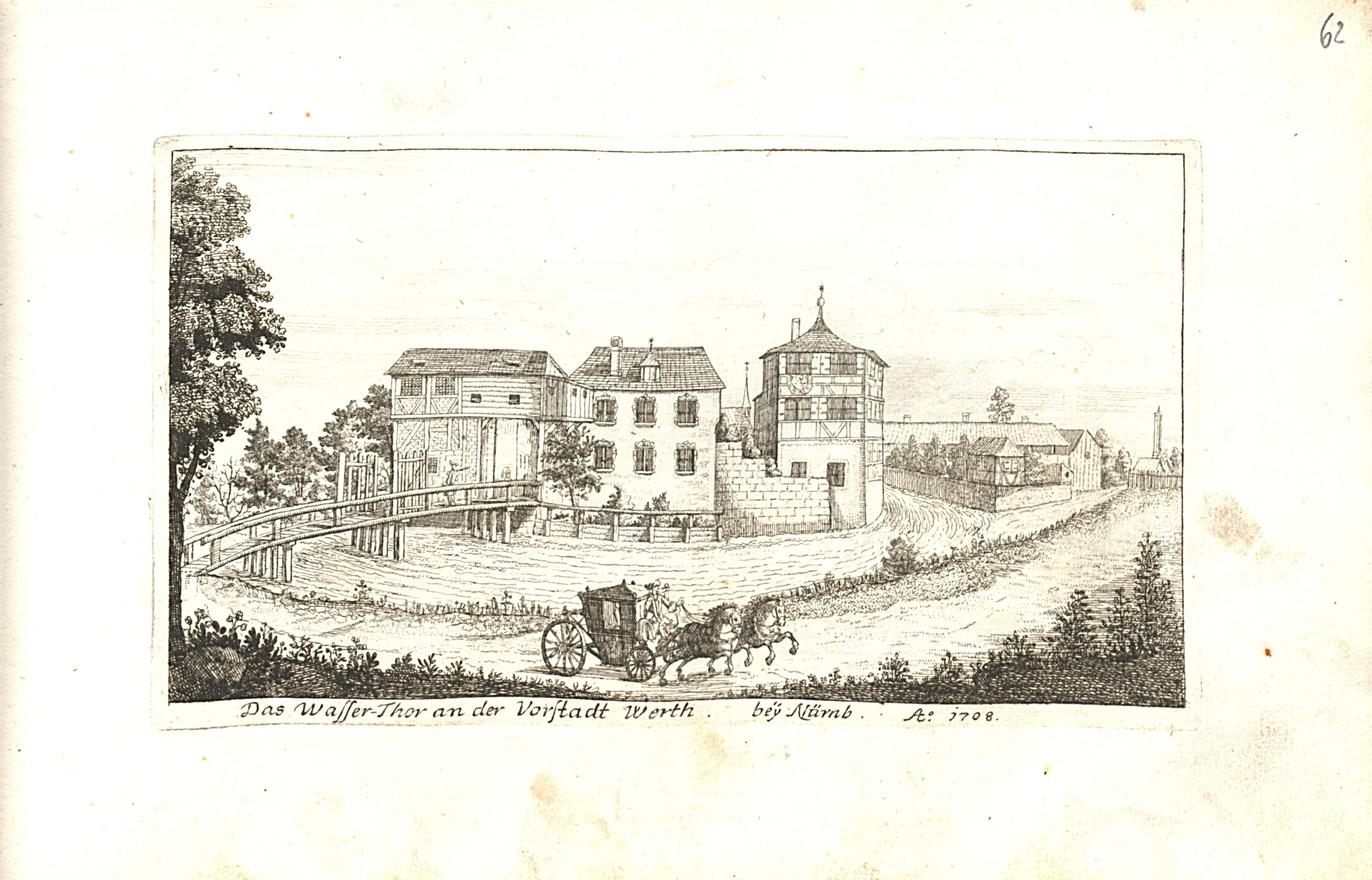
Johann Alexander Böner Wassertor um 1709
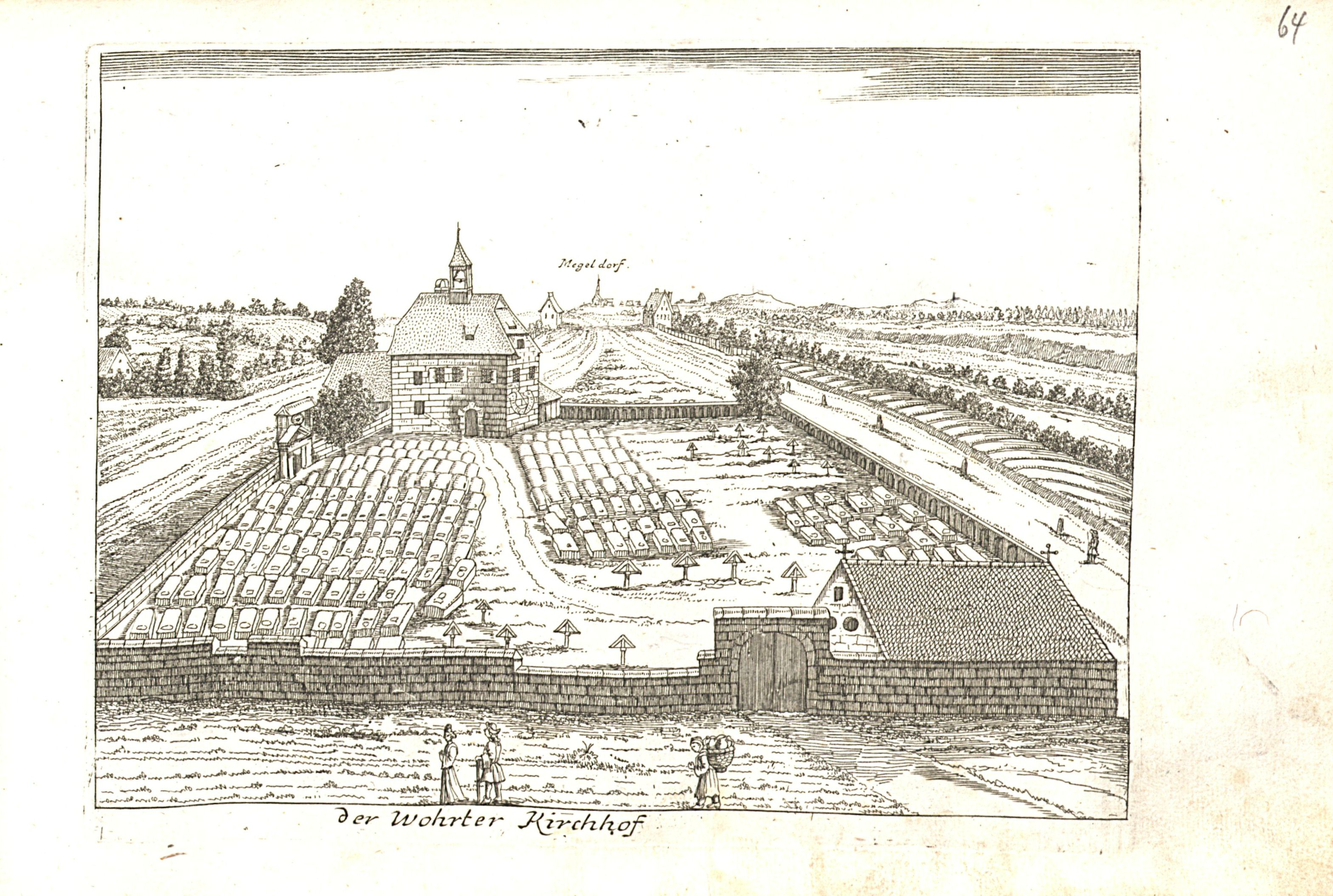
Böner Kirchhof
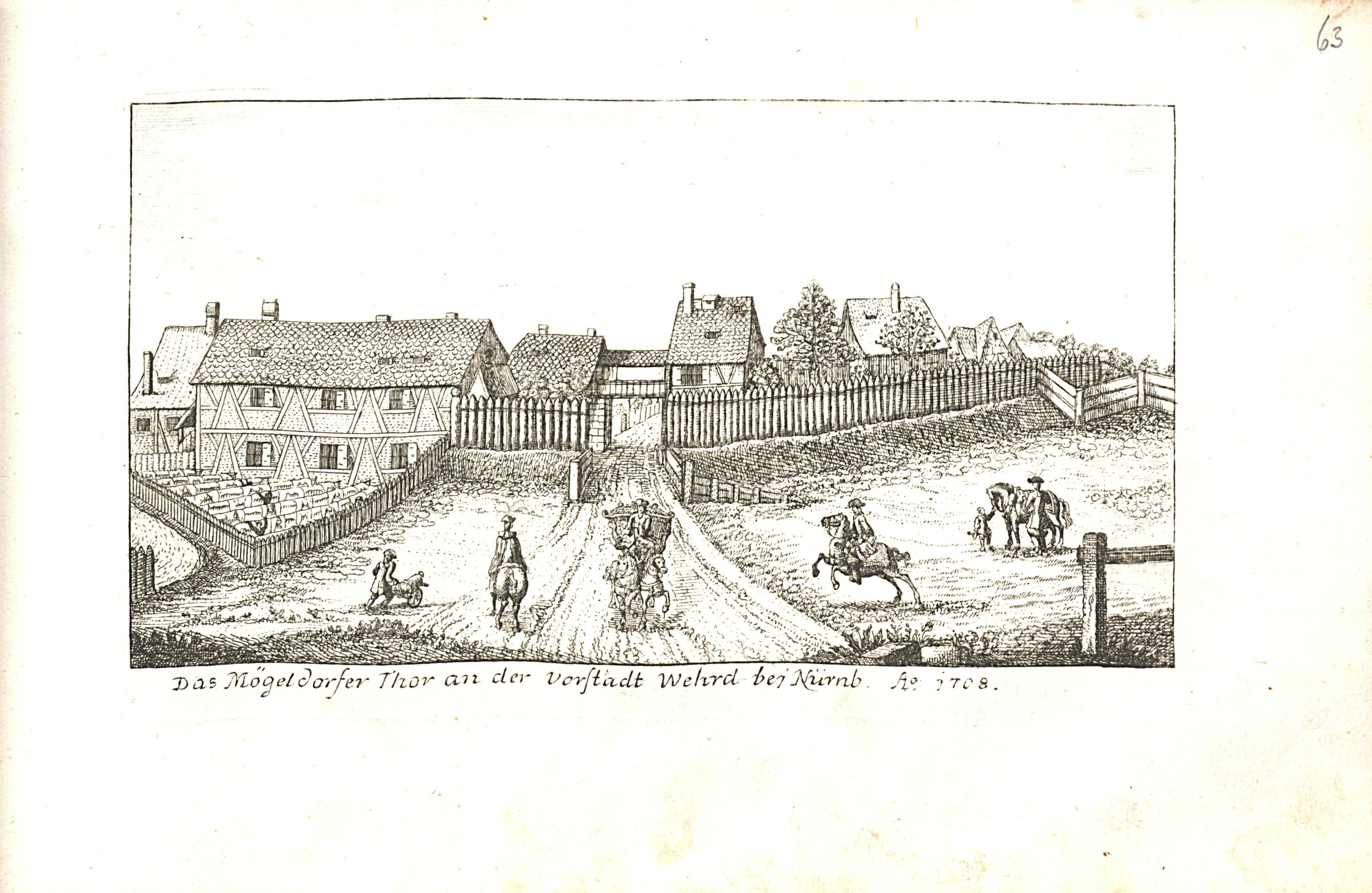
Böner Mögeldorfer Tor
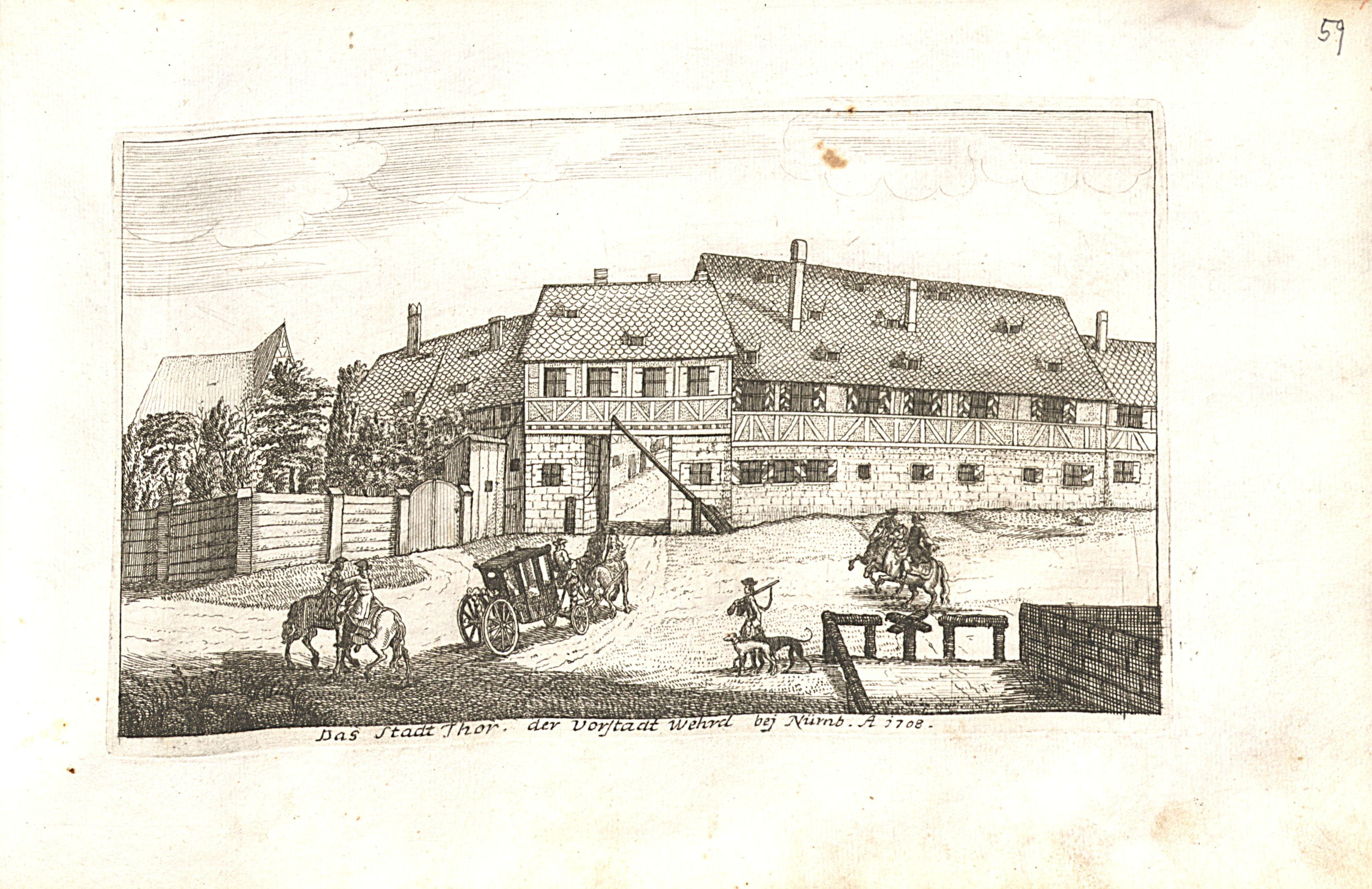
Böner Wöhrder Stadttor
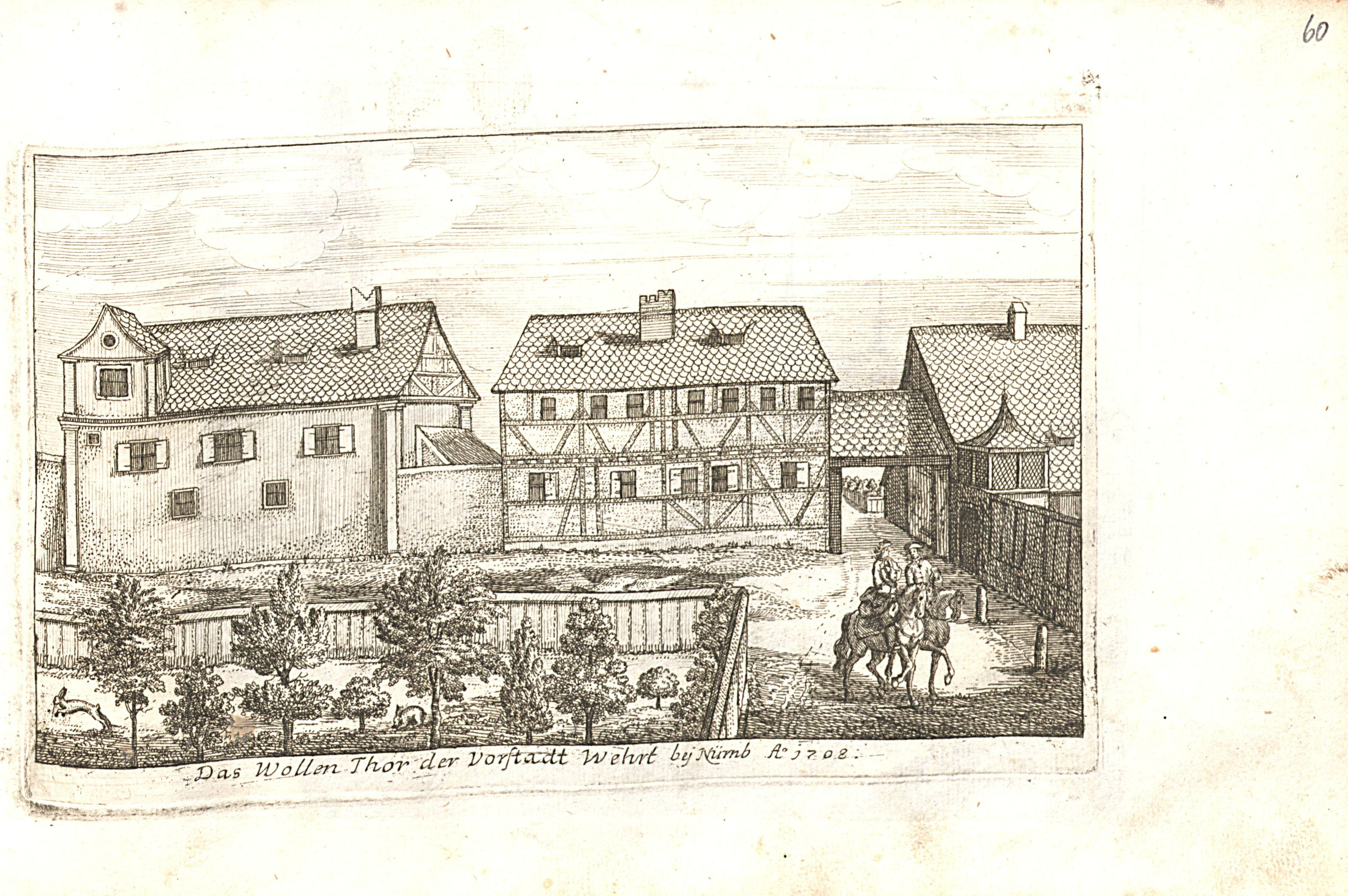
Böner Wollentor
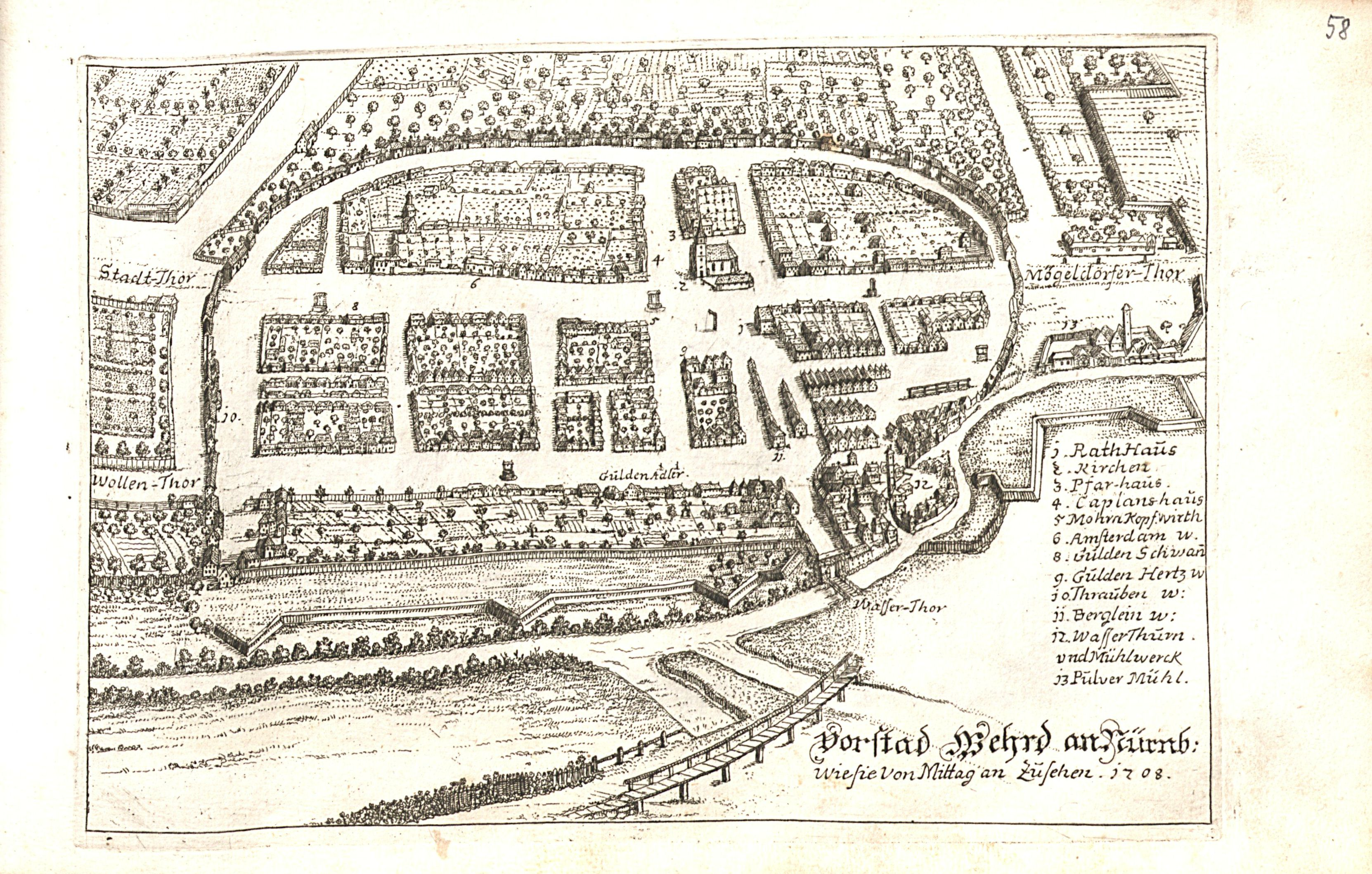
Böner Vorstadt Wöhrd mit Befestigungen 1708
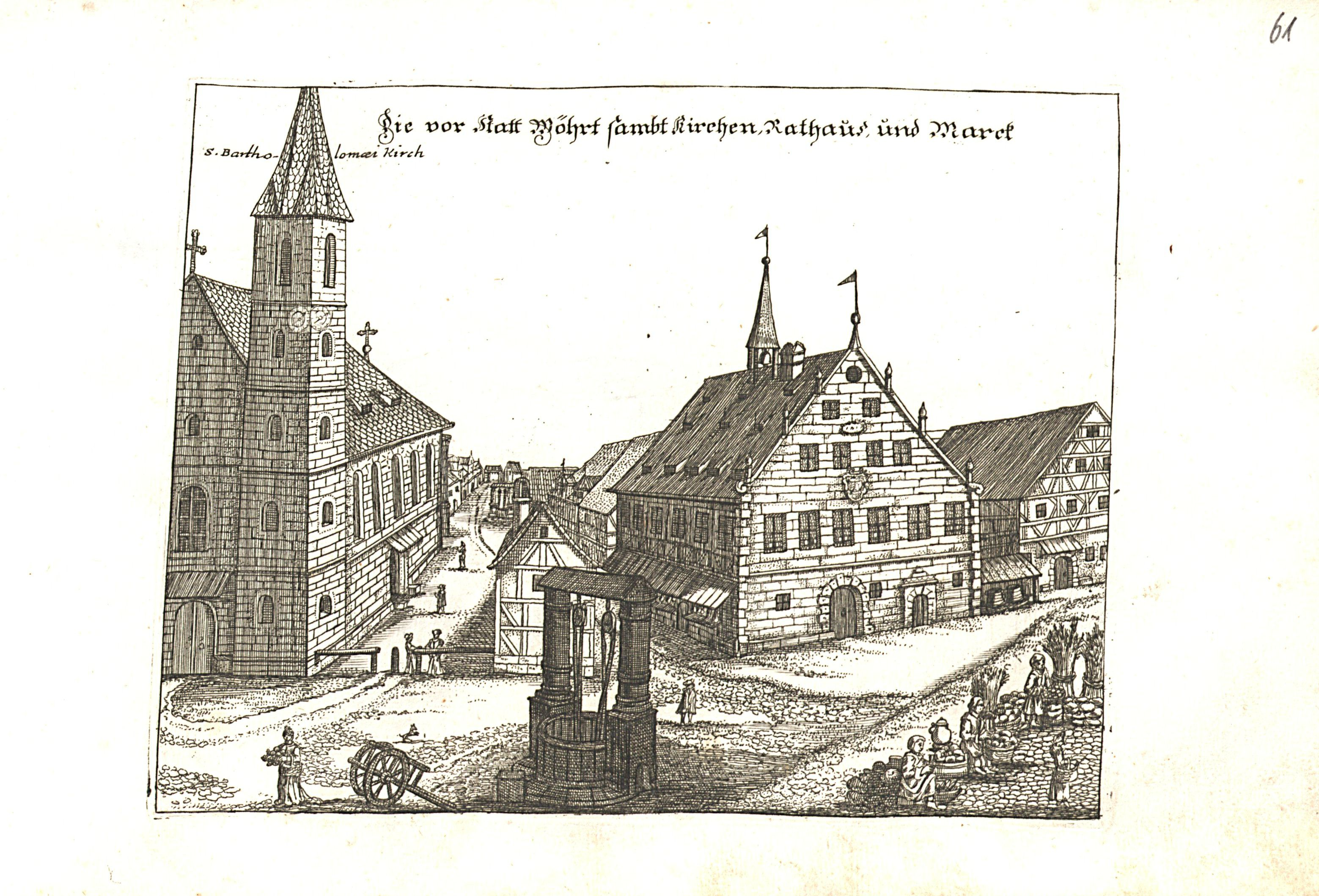
St. Bartholomäus Rathaus

1809 entstand eine Tuchmanufaktur und 1820 wurde als erstes und einziges textiles Großunternehmen in Nürnberg die Tuchfabrik Lobenhofer gegründet. Das Unternehmen wurde 1876 aufgegeben und von der Stadt Nürnberg zur Errichtung eines Wasserwerkes erworben. Mit der Eingemeindung setzte verstärkt die städtische Bebauung in Wöhrd ein. Die cramer-klettsche Maschinenfabrik (heute: MAN) gründete 1841 südlich des Keßlerplatzes die bedeutendste Industrieansiedlung, die aber schon 1897 nach Steinbühl verlegt wurde. Im Zweiten Weltkrieg wurde die Vorstadt 1943 durch einen britischen Luftangriff zerstört und später unter weitgehender Beibehaltung des Grundrisses wieder aufgebaut. Durch die Lage am Naherholungsgebiet des 1968–72 entstandenen Wöhrder Sees hat das frühere Arbeiterwohngebiet eine deutliche Wertsteigerung erfahren.

### Baudenkmäler
In Wöhrd gibt es 42 Baudenkmäler:
- der im Straßenverlauf ablesbare Verlauf der ehemaligen Stadtbefestigungen
- Hirsvogelstraße 9, 11, 13: Ehemaliges Lehrlingsheim für die Flüchtlingsjugend in Deutschland
- Hirsvogelstraße 14: Hochbunker
- Liebigstraße 3: Villa Chillingworth
- Prinzregentenufer 50: Bismarck-Denkmal
- Rahm 3: Ehemaliges Handwerkerhaus
- Sulzbacher Straße 32: Melanchthon-Gymnasium
- Weinickeplatz 2: St. Bartholomäus
- Wöhrder Wiesenweg: sogenannter Meergottbrunnen
- Der Alte Friedhof (Bartholomäus-/Veilhofstraße) mit Totengräberhaus von 1529
- Der Cramer-Klett-Park mit dem klassizistischen Gartenpavillon „Apollotempel“
- Mietshäuser

### Einwohnerentwicklung
| Jahr      | 001818 | 001824 | 001836 | 001840 | 001861 | 001871 | 001885 |
| Einwohner | 2785   | 1966   | 2243   | 2243   | *      | 3719   | 4205   |
| Häuser    | 228    | 168    | 229    | 229    |        |        | 294    |
| Quelle    | [ 12 ] | [ 7 ]  | [ 13 ] | [ 14 ] | [ 15 ] | [ 16 ] | [ 17 ] |

## Religion
Wöhrd ist seit der Reformation evangelisch-lutherisch geprägt und Sitz der Pfarrei St. Bartholomäus. Die Einwohner römisch-katholischer Konfession sind seit 1922 nach St. Josef gepfarrt.

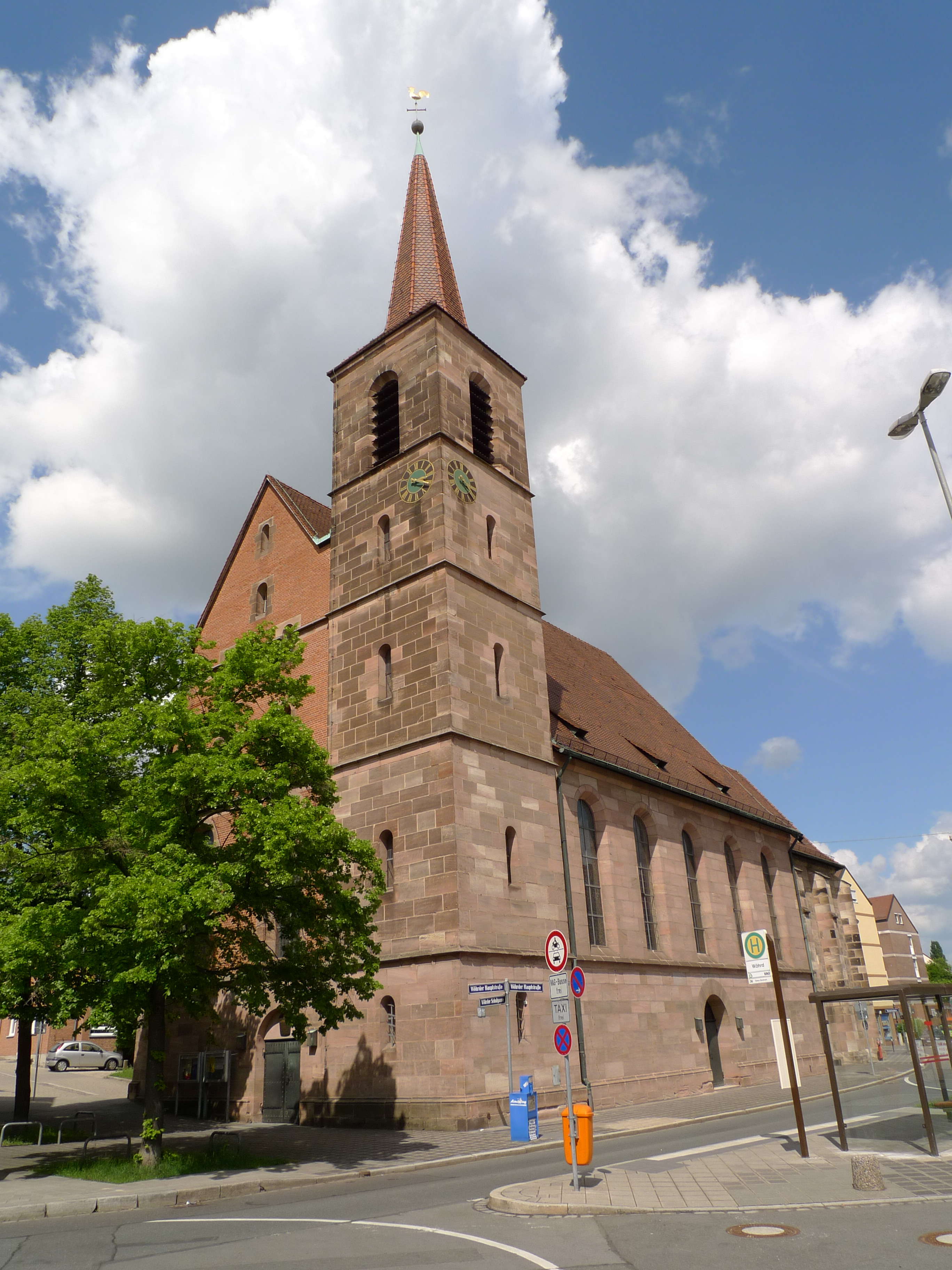
West- und
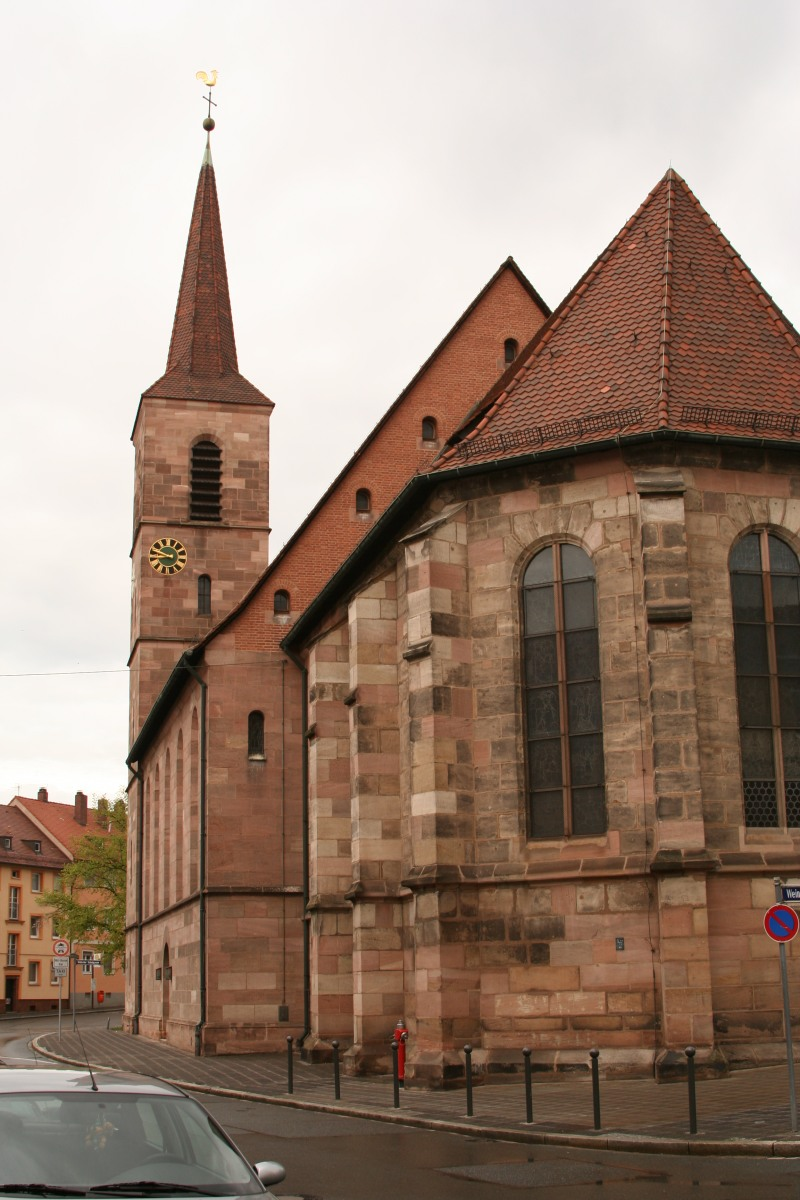
Ostseite der evangelischen St.-Bartholomäus-Kirche

## Bildung
- Hochschule für Musik Nürnberg
- Technische Hochschule Nürnberg Georg Simon Ohm
- Melanchthon-Gymnasium
- Maria-Ward-Schule
- Städtische Wirtschaftsschule
- Bartholomäusschule, Bartholomäusstraße 16

## Persönlichkeiten

### Söhne und Töchter
- Johann Michael Fleischmann (1701–1768), Typograf und Schriftgießer